# Macrolinus salibabuensis
Macrolinus salibabuensis es una especie de coleóptero de la familia Passalidae.

## Distribución geográfica
Habita en las islas Sangihe (Indonesia).